# Селяни на маса
„Селяни на маса“ е картина на испанския художник Диего Веласкес от около 1619 г. Картината (96 x 112 cm) се съхранява в Музея за изящни изкуства в Будапеща. Използваната техника е маслени бои върху платно.

## История
„Селяни на маса“ е произведение от най-ранния период на художника, преди преместването му от Севиля в Мадрид по покана на граф Оливарес. Нарисувана е когато Веласкес е едва 20-годишен.
Няма споменаване на произведението преди 1795 г., когато е намерено, вероятно в колекцията на О'Крули в Кадис, където е описано като „платно в пейзажен формат с малка планина с двама овчари. Това е едно от най-обрите му произведения. През 1897 г. е част от колекцията на А. Сандерсън в Единбург. Музеят в Будапеща закупува картината от лондонската аукционна къща Кристис през 1908 г.

## Описание
Творбата е причислявана стилистично към т. нар. „bodegones“ – жанр, много популярен през 17 век в Испания, букв. „изба, таверна“. Изразено е мнение, че такива картини могат да бъдат украса на залите за хранене на таверните, оттук и голямата им популярност както в творчеството на младия Веласкес и на неговите колеги и последователи. 

Тп се характеризира със силно караваджистко влияние. Стилът е значително по-различен от по-късните творби на майстора. Въпреки младостта си, естествената простота на изображението и задълбоченото портретуване на персонажите показват заложби, определяни като сходни с тези на прочутия му съвременник Рембранд.
Картината съчетава натюрморт от храни и напитки с изобразяване на трима комични фермери, чиято физиономия художникът изучава отблизо. Тя показва: вляво сивобрад старец в сив кафтан; в центъра момиче с бяла шапка което налива червено вино от кана в чаша за стареца; вдясно – младо момче с малки мустачки, облечено в жълт кафтан с бяла яка. По-младият мъж жестикулира с дясната си ръка, за да подсили историята, идваща от полуотворените му устни, а по-възрастният мъж слуша внимателно, докато държи чашата си към жена, за да може тя да я напълни отново с вино. Цялата група седи на маса, покрита с бяла покривка. На масата има чиния с риба и половин лимон, чаша с жълтеникава напитка, кифла, нож, солница, корен от пащърнак с листа и ябълка.
Творбата е почти идентична с друга картина на автора – „Обяд“, съхранявана в Ермитажа в Санкт Петербург. Рентгеновата снимка на „Селяни на маса“ показва покаяние върху вдигнатия палец на младия мъж вдясно, което говори за педантичността на художника. От друга страна, главата на този млад мъж е копие на Глава на млад мъж в профил от Ермитажа (която е оцелял фрагмент от голяма изгубена картина с неизвестен сюжет), въпреки че не е вярно копие: по-дебелата и увиснала долна устна е тук срещу персонажа. Старият човек, седнал с лице напред, е същият, който се появява в „Обяд“ в Ермитажа, по-ранна версия на същата тема, с която платното в Будапеща запазва тясна връзка. 